# Solenostoma schusterianum
Solenostoma schusterianum là một loài rêu tản trong họ Jungermanniaceae. Loài này được (J.D. Godfrey & G. Godfrey) Váňa, Hentschel & J. Heinrichs miêu tả khoa học lần đầu tiên năm.